# ميدان أمونيا

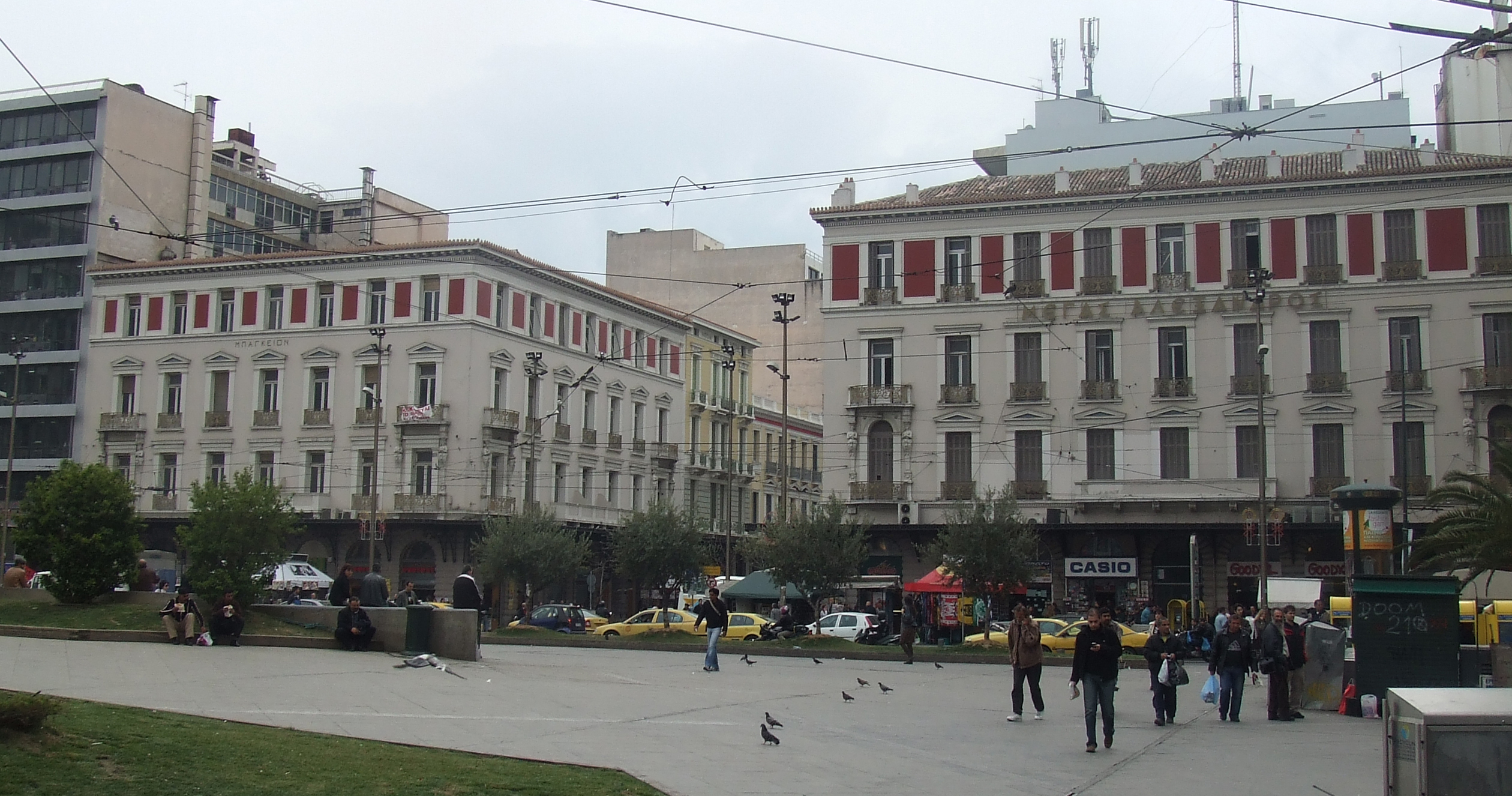
البناية السابقة لجامعة البحر المتوسط في اليسار، وبناية ميغاس ألكسندروس السابقة (Μέγας Αλέξανδρος) من اليمين والتي تطل على الميدان.

ميدان أمونيا أو أمونويا (باليونانية:Πλατεία Ομονοίας) وأحيانا «ميدان الكونكورد» هو ميدان في وسط العاصمة اليونانية أثينا أسفله إحدى محطات مترو أثينا والتي تحمل اسم «محطة أمونيا» والتي افتتحت في 1895.
يوجد في ميدان أمونيا فندقين سابقين قام بتصميمهما المهندس الألماني اليوناني إرنست زيللر في أواخر سبعينيات القرن التاسع عشر وهما البغيكيون وميغاس ألكسندروس.

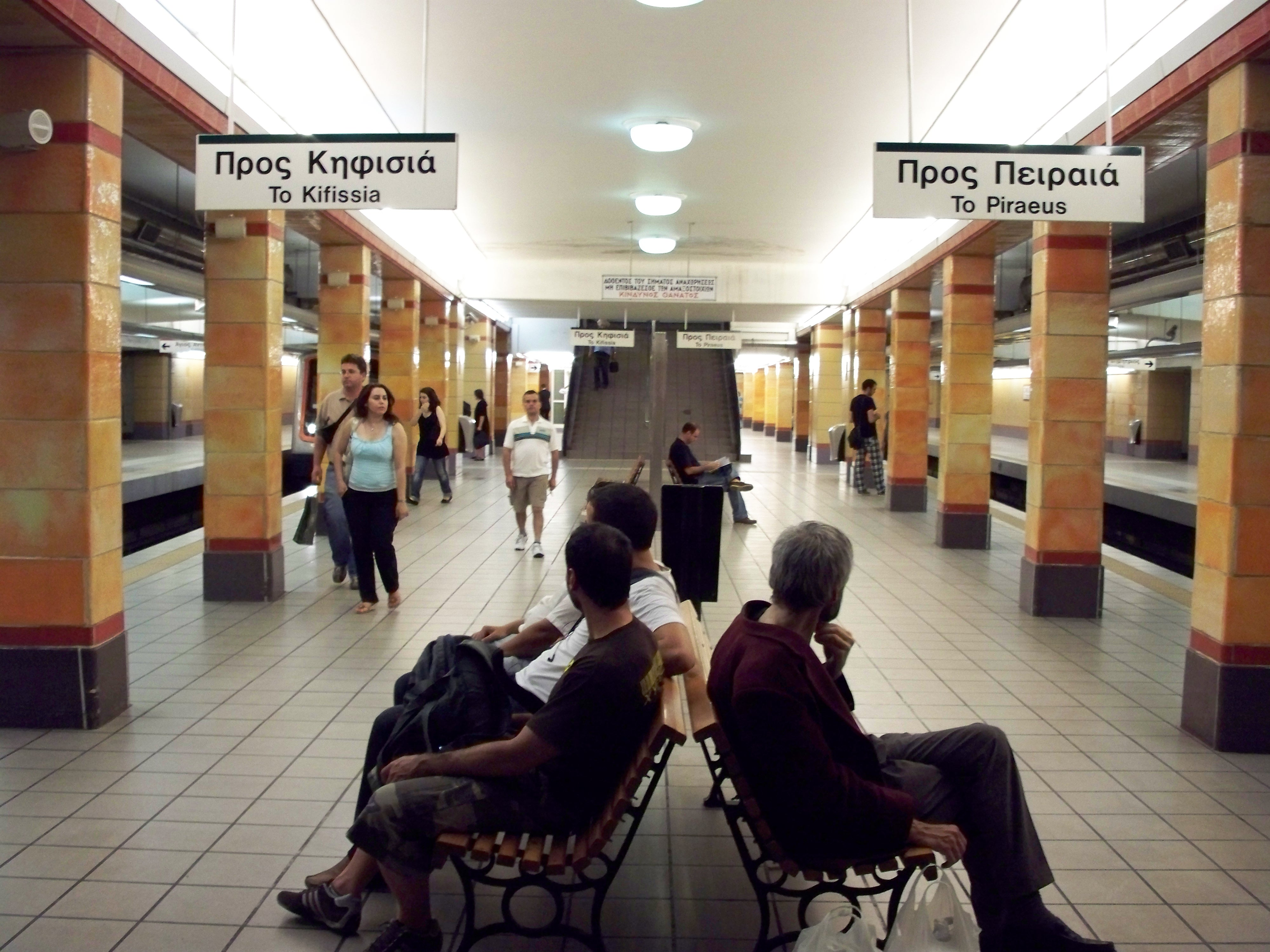
محطة مترو أمونيا أسفل الميدان.

## ثقافة
تجري عدة احتفالات رياضية وثقافية وموسيقية في الميدان، كما أن موقعه يطل على عدة شوارع وميادين رئيسية أخرى في المدينة، بينها شارع يصله بميدان سنتاغما الرئيسي هو الآخر وبين الميدانين توجد منطقة المحال التجارية والأسواق والمطاعم الرئيسية في المدينة.
كما توجد بوسطه حديقة كانت تحوي نافورة منذ أواخر القرن التاسع عشر وحتى العام 2000 كما تزينه أشجار النخيل المتوسطية، كما كانت تحيط به مجموعة كاملة من مباني العمارة الكلاسيكية الحديثة شأنه شأن المناطق الشمالية والغربية من أثينا والتي أزيل نصفها تقريبا.